# Wallern an der Trattnach
Wallern an der Trattnach est une commune autrichienne du district de Grieskirchen en Haute-Autriche.

## Géographie

### Quartiers
Bergern, Breitwiesen, Edlgassen, Furth, Grub, Haag, Hilling, Holz, Holzhäuser, Hungerberg, Kitzing, Mauer, Müllerberg, Parzham, Uttenthal, Wallern an der Trattnach, Weghof, Winkeln.